# 阿史那步真
阿史那步真（？—667年），唐朝突厥族将领，西突厥继往绝可汗，室点密可汗五世孙，莫贺咄叶护阿史那弥射的族兄。
唐朝贞观六年（632年），唐太宗册封弥射为奚利邲咄陆可汗，阿史那步真欲自立为可汗，遂谋杀弥射弟侄二十余人。
贞观十三年（639年）阿史那弥射率所部处月、处密部落投靠唐朝，阿史那步真遂自立为咄陆叶护，据弥射属地，但其部落多不服，步真无奈也携家属投靠唐朝，授左屯卫大将军。
显庆二年（657年）闰正月二十一日，唐高宗发大兵，分南北两路讨伐西突厥阿史那贺鲁，北路的主帅是苏定方，南路则由阿史那弥射和阿史那步真统领。十月班师，西突厥汗国亡后，唐朝在当地设置了昆陵、蒙池两个都护府，以阿史那步真为骠骑大将军、濛池都护、继往绝可汗兼右卫大将军，统辖碎叶川西弩失毕五部。660年，配合苏定方讨平反唐之阿悉结部。662年，阿史那步真随同唐朝大军讨伐龟兹，因原与阿史那弥射有矛盾，又嫉妒其功，于是向安西都护苏海政诬告阿史那弥射谋反，弥射被杀。667年步真死，从此近20年十姓部落无主。

## 延伸阅读
[在维基数据编辑]
 《舊唐書·卷194下》，出自刘昫《舊唐書》

| 前任： — | 西突厥继往绝可汗 657年—667年 | 繼任： 阿史那斛瑟罗 |